# Örträsket, Lappland
Örträsket är en sjö i Lycksele kommun i Lappland och ingår i Öreälvens huvudavrinningsområde. Sjön har en area på 0,292 kvadratkilometer och ligger 370 meter över havet.

## Delavrinningsområde
Örträsket ingår i det delavrinningsområde (717276-160005) som SMHI kallar för Mynnar i Öreälven. Medelhöjden är 403 meter över havet och ytan är 4,32 kvadratkilometer. Det finns ett avrinningsområde uppströms, och räknas det in blir den ackumulerade arean 41,26 kvadratkilometer. Storbäcken som avvattnar avrinningsområdet har biflödesordning 2, vilket innebär att vattnet flödar genom totalt 2 vattendrag innan det når havet efter 202 kilometer. Avrinningsområdet består mestadels av skog (57 procent) och sankmarker (21 procent). Avrinningsområdet har 0,3 kvadratkilometer vattenytor vilket ger det en sjöprocent på 6,8 procent.